# パラマウント・ホーム・メディア・ディストリビューション
パラマウント ホームエンターテイメント（Paramount Home Entertainment、略称：PHE）は、パラマウント・スカイダンス・コーポレーションのホームビデオ配給部門。

## 概要
主に、パラマウント・ピクチャーズが所有する映画、パラマウント・アニメーション作品、パラマウント・スカイダンス・コーポレーション系列の映画、テレビシリーズなどをDVD、Blu-ray Discで全世界に配給している。
日本市場ではNBCユニバーサル・エンターテイメントジャパンが発売元となっていた。2025年3月3日、パラマウント・グローバルの子会社であるパラマウント・ピクチャーズ インターナショナル・リミテッドが、ハピネット（ハピネット・メディアマーケティング）とビデオグラム包括ライセンス契約を締結し、同年7月1日より、ビデオソフトの製造・販売事業をハピネット・メディアマーケティングに移管した。同年6月30日、パラマウント・ピクチャーズ ブルーレイ&DVD公式サイトのサービスを終了した。